# اسماعیل (جماعت)
اسماعیل جماعت و شهرکی در شمال غربی تاجیکستان است که در ناحیهٔ باباجان غفورف ولایت سغد قرار دارد. جمعیت این جماعت ۱۹٬۱۹۰ نفر است.